# André Biver
André Biver, né le 25 décembre 1886 à Paris et mort le 19 mars 1957 à Pagny-le-Château, dans la Côte-d'Or, est un archiviste et un historien régionaliste nivernais.

## Biographie
André Biver, fils d’Alfred Biver, ingénieur de l'entreprise Saint-Gobain, et d’Angélique Rousset, voit le jour le 25 décembre 1886 à Paris, 40, rue du Bac, dans le 7e arrondissement.
Après avoir achevé ses études à l'École nationale des chartes, il est nommé bibliothécaire à Chambéry en 1914.
En 1929, il devient archiviste de la Nièvre.
Entre 1942 et 1949, alors qu’il est directeur des Archives départementales de la Nièvre, il est également le président de la Société nivernaise des lettres, sciences et arts
Il prend sa retraite en 1949.
Il meurt le 19 mars 1957 à Pagny-le-Château (Côte-d'Or), où il s’est retiré.

## Publications
- L’Acquisition de Guichy par Henri-Louis de Morogues (XVIIe siècle), 1931.
- Trois registres de quittances (XVIIe siècle et XVIIIe siècle), Bulletin de la Société nivernaise des lettres, sciences et arts, 1932.
- Gentilhommes nivernais à l’armée de Picardie (1636), Mémoires de la Société académique du Nivernais, 1933.
- Les Motifs ornementaux de l’époque romane dans les églises de la Nièvre, Bulletin de la Société d’émulation du Bourbonnais, 1937.
- Partage des bâtiments de Saint-Étienne de Nevers entre le prieur et les religieux (1696), Revue d’histoire de l’Église de France, 1939.
- L’Hôtel de ville de Nevers à l’hôtel Demeurs (1768-1785), Bulletin de la Société nivernaise des lettres, sciences et arts, 1939.
- Notes sur Jean-Alban Berle, juge de Champallement, Bulletin de la Société scientifique et artistique de Clamecy, 1945.
- Une affaire d’indivision à Brassy au début du XVIIIe siècle, Bulletin de la Société nivernaise des lettres, sciences et arts, 1948.